# Huaca de Santa Ana
La huaca de Santa Ana fue un antiguo oráculo del valle del río Rímac, ubicado en lo que es hoy la Iglesia de Santa Ana, en el distrito de Lima, ciudad homónima, capital del Perú. Su ubicación es en las cercanías de la Plaza Italia, donde posteriormente se abrió también el Hospital de Santa Ana, uno de los más antiguos de Lima.